# ایتور اوسیو
ایتور اوسیو (انگلیسی: Aitor Ocio؛ زادهٔ ۲۸ نوامبر ۱۹۷۶) بازیکن فوتبال اهل اسپانیا است.
از باشگاه‌هایی که در آن بازی کرده‌است می‌توان به باشگاه فوتبال اتلتیک بیلبائو، باشگاه فوتبال آلباسته بالومپیه، باشگاه فوتبال ایبار، باشگاه فوتبال اوساسونا، و باشگاه فوتبال سویا اشاره کرد.
وی همچنین در تیم ملی فوتبال زیر ۱۶ سال اسپانیا بازی کرده‌است.